# 观音寺镇 (桃源县)
观音寺镇，是中华人民共和国湖南省常德市桃源县下辖的一个乡镇级行政单位。

## 行政区划
观音寺镇下辖以下地区：
姚家坪社区、长潭坪社区、舒溪村、会人溪村、汤田界村、道山头村、野猪溪村、东阳溪村、李家坪村、曾家河村、燕家坪村、高都驿村、大伏溪村、杨家溪村、马宗岭村、羊楼坪村、桃儿育村和万阳山村。